# Lista ambasadorilor Germaniei în România
Lista ambasadorilor Germaniei în România

## Ambasadorii Imperiului German
- 1871–1872: Joseph Maria von Radowitz
- 1872–1876: Richard Balduin von Pfuel
- 1876–1880: Friedrich Johann von Alvensleben
- 1880–1882: Ludwig von Wesdehlen
- 1882–1885: Anton Saurma von der Jeltsch
- 1885–1888: Clemens Busch
- 1888–1893: Bernhard von Bülow
- 1893–1897: Kasimir Graf von Leyden
- 1897–1899: Hippolyt von Bray-Steinburg
- 1899–1910: Alfred von Kiderlen-Waechter
- 1910–1912: Friedrich Rosen
- 1912–1914: Julius von Waldthausen
- 1914–1916: Hilmar von dem Bussche-Haddenhausen
- 1921–1926: Hans Freytag
- 1926–1931: Gerhard von Mutius
- 1931–1934: Friedrich Werner von der Schulenburg
- 1934–1935: Georg von Dehn-Schmidt
- 1936–1940: Wilhelm Fabricius
- 1941–1944: Manfred von Killinger
- 1944: Carl August Clodius

## Ambasadorii Republicii Democrate Germane (R.D.G.)
- 1950-1951: Jonny Löhr (delegat)
- 1952-1953: Georg Handke (delegat, din 1953 ambasador)[1]
- 1954-1957: Werner Eggerath[2]
- 1957-1958: Georg Stibi
- 1958-1963: Wilhelm Bick
- 1963-1964: Anton Ruh
- 1965-1970: Ewald Moldt
- 1970-1977: Hans Voß
- 1977-1984: Siegfried Bock
- 1984-1990: Herbert Plaschke

## Ambasadorii Republicii Federale Germania
- 1966-1971: Erich Strätling
- 1971-1976: Erwin Wickert
- 1976-1979: Richard Balken
- 1980-1983: Michael Jovy[3]
- 1983-1987: Hartmut Schulze-Boysen[4]
- 1987-1988: Helmut Matthias[5]
- 1989-1992: Klaus Terfloth
- 1992-1995: Anton Roßbach
- 1996-1998: Leopold Bill von Bredow[6]
- 1998-2001: Wolf-Dietrich Schilling[7]
- 2001-2003: Armin Hiller
- 2003-2006: Wilfried Gruber
- 2006-2009: Roland Lohkamp
- 2009-2013: Andreas von Mettenheim
- 2013-2016: Werner Hans Lauk[8][9][10]
- 2017-2021: Cord Meier-Klodt[11]
- 2021-2025: Peer Gebauer[12]
- din iulie 2025: Angela Ganninger[13]